# غموض تاريخي
أدب الغموض التاريخي أو الأدب البوليسي التاريخي هو نوع أدبي متفرع من صنفين أدبيين: الأدب التاريخي، وأدب الغموض. تقع أحداث هذا النوع من الأدب في إطار زمني تاريخي من منظور المؤلف، وتتمحور الحبكة الرئيسية حول حل قضية غامضة أو جريمة (جريمة قتل في العادة). على الرغم من ظهور عدة أعمال تجمع بين هذين النوعين من الأدب منذ مطلع القرن العشرين، إلا أن الفضل يُنسب إلى إديث بارغيتر مؤلفة سلسلة الروايات البوليسية «سجلات كادفاييل» (1977–1994) في نشر هذا النوع من الأدب. أدت الشهرة المتزايدة لهذا النوع من الخيال وانتشاره إلى ظهور عدة أصناف فرعية أخرى تعترف بها دور النشر والمكتبات. ذكرت مجلة بابليشرز وييكلي في عام 2010: «شهد العقد الماضي انفجارًا ملحوظًا في الكمية والجودة معًا. لم يسبق أن وصلت أعمال الغموض التاريخي إلى هذا الحد من الكمية والإتقان من قبل، وهي تشمل كذلك نطاقًا واسعًا من الأزمنة والأماكن، ويقوم بكتابتها العديد من الكتاب المبدعين». يتفق المحرر كيث كاهلا مع هذا الرأي قائلًا: «حظي مجال الغموض التاريخي، الذي يستند على مجموعة صغيرة من الكتاب ويستقطب نطاقًا ضيقًا من الجمهور، بإعجاب النقاد. حازت أعمال هذا النوع من الأدب على عدة جوائز، واحتلت مكانة لا بأس بها في قائمة نيويورك تايمز لأكثر الكتب مبيعًا».
تمنح رابطة كتاب الجريمة البريطانية جائزة الخنجر التاريخي لكاتب أفضل عمل ينتمي لمجال الغموض التاريخي كل عام اعتبارًا من عام 1999. وفي كل عام يُعقد مؤتمر لفت كوست لأدب الجريمة، وتُمنح فيه جائزة بروس ألكساندر التذكارية لأدب الغموض التاريخي اعتبارًا من عام 2004 (للأعمال التي تقع أحداثها في فترة زمنية قبل عام 1950).

## الأصول
على الرغم من ظهور مصطلح «الأدب البوليسي» لأول مرة في أوائل ثلاثينيات القرن العشرين، إلا أن البعض يرجح أن أصول الحكايات البوليسية تنحدر من مسرحية أوديب ملكًا التي كتبها سوفوكليس في عام 429 قبل الميلاد، وقصة التفاحات الثلاثة من حكايات ألف ليلة وليلة التي كُتبت في القرن العاشر الميلادي. وفي فترة حكم سلالة مينغ في الصين (1368–1644)، كُتبت روايات الجريمة الشعبية التي يحقق فيها رجال القضاء (تحديدًا دي رينجي من سلالة تانغ، وباو تشينغ من سلالة سونغ) في قضايا الجريمة، وبعدها يقرر القاضي من المذنب ومن يستحق العقاب. تقع أحداث تلك الروايات في الماضي ولكنها تحتوي على العديد من المفارقات التاريخية. تصادف روبرت فان غوليك بمخطوطة صينية كُتبت في القرن الثامن عشر بعنوان «دي غونغ أن»، ويرى أنها أقرب إلى مجال أدب الجريمة الغربي من أي روايات جريمة صينية أخرى، ولذا فمن المرجح أنها قد تجذب القراء غير الصينيين؛ انتهى من ترجمتها ونشرها باللغة الإنجليزية في عام 1949 بعنوان قضايا القاضي دي المشهورة. ثم كتب سلسلة حكايات القاضي دي (1951–1968) الخاصة به بنفس الأسلوب ونفس الإطار الزمني الذي اتسمت به الروايات الصينية الأصلية.
من المرجح أن أول عمل إنجليزي حديث يمكن أن يندرج تحت مسمى الخيال التاريخي وأدب الغموض في ذات الوقت هو قصة «ملاك الرب» (1911) من تأليف ميلفيل دافيسون بوست، وفيها يحقق المتحري الهاوي أنكل أبنر في عدة جرائم في ولاية فيرجينيا الغربية في عصر ما قبل الحرب الأهلية الأمريكية. وصف باري زيمان قصص المحقق أنكل أبنر القصيرة بأنها نقطة الانطلاق الحقيقية لأعمال الغموض التاريخي. تتمكن الشخصية الرئيسية في قصص أنكل أبنر التي كتبها بوست في الفترة 1911–1928 من حل ألغاز الجرائم التي تقع في مقاطعته بقدرته الخارقة على الملاحظة وإلمامه بالكتاب المقدس. ولم يشهد التاريخ الأدبي عملًا مماثلًا حتى عام 1943 عندما كتب مؤلف الغموض الأمريكي ليليان دي لا تور قصة «ختم إنجلترا العظيم» الذي أدت فيها شخصيات الأدب التاريخية في القرن الثامن عشر، صمويل جونسون وجيمس بوزويل، أدوار شيرلوك هولمز والدكتور واطسون، وعُرفت لاحقًا بسلسلة حكايات الدكتور المحقق سام جونسون. وفي عام 1944 نشرت أجاثا كريستي رواية «في النهاية يأتي الموت» التي تقع أحداثها في مصر القديمة، وهي أول رواية بوليسية مكتملة الطول. وفي عام 1950 نشر جون دكسون كار ثاني رواية بوليسية تاريخية مكتملة الطول بعنوان «جسر نيوجيت» التي تقع أحداثها قبل انتهاء فترة الحروب النابليونية.

## ترويجه
بدأ بيتر لوفيسي في عام 1970 سلسلة روايات شخصيتها الرئيسية الرقيب كريب، وهو محقق شرطة من العصر الفيكتوري، وتتبعت سلسلة أميليا بيبَدي لإيليزابيث بيترس (1975 – 2010) مغامرات السيدة الفخرية الفيكتورية عالمة الآثار بينما تفك رموز ألغاز تحيط بتنقيباتها في بدايات القرن العشرين في مصر. لكن اللغز التاريخي بقي غريبًا حتى أواخر سبعينيات القرن العشرين، حين نجاح سجلات كادفايل لإيليس بيترس (1977 – 1994)، التي تصوِر الراهب البندكتي الأخ كادفايل في شروسبيري في القرن الثاني عشر. ساعدت رواية أمبيرتو إيكو الفريدة باسم الوردة (1980) في ترويج المفهوم، وبدءًا من عام 1979، كتبت الأديبة آن بيري سلسلتين من الأسرار الجارية في العصر الفيكتوري بطولة توماس بيت (1979 – 2013) وويليام مونك (1990 – 2013). لم تتوسع، مع ذلك، شعبية النوع بصورة جلية حتى عام 1990 تقريبًا بأعمال مثل روايات فالكو لليندسي ديفيس (1989 – 2010)، التي تدور أحداثها في إمبراطورية فسبازيان الرومانية؛ وسلسلة إس بّي كيو آر لمادوكس روبرتس (1990 – 2010) وروايات روما تحت الوردة لستيفن سايلور (1991 – 2010)، اللتين تجري كلاهما في الجمهورية الرومانية في القرن الأول ق.م؛ وسلسلات بول دوهيرتي المتعددة، من بينها أسرار هيو كوربيت القروسطية (1986 – 2010)، وألغاز الأخ أثليسان الحزينة (1991 – 2012)، وحكايات ألغاز وجرائم قتل كانتربيري (1994 – 2012). عن كتاب الماموث للمحققين التاريخيين الذي ألفه مايك آشلي، كتب إف. غوينبلين ماكلنتاير «موت في وقت الفجر»، وهو لغز غرفة مقفلة (أو لغز كهف مسدود بالأحرى) تجري أحداثه في أستراليا نحو 35,000 ق.م، إذ يرى آشلي أنه أقدم تاريخ وضع للغز تاريخي. بدأت ديانا غابالدون سلسلة اللورد جون في عام 1998، طارحة فيها شخصية ثانوية متكررة من سلسلة الغريب خاصتها، اللورد جون غراي، وهو محقق مبتدئ ورجل نبيل وضابط في الجيش في إنجلترا في القرن الثامن عشر. باستخدام الاسم المستعار أريانا فرانكلين، كتبت ديانا نورمان أربع روايات من سلسلة سيدة فن الموت بين عامي 2007 و2010، وصورت المعاينة الطبية الإنجليزية من القرن الثاني عشر أديليا أغيلار.
كتبت مجلة بابليشرز ويكلي في عام 2010 عن النوع: «شهد العقد المنصرم انفجارًا في الكمية والنوعية. لم يحدُث أن نُشر هذا القدر من الأسرار التاريخية قط، وعلى يد العديد من الكتّاب الموهوبين، مغطيةً مجالًا بهذه السعة من الأزمنة والأماكن». يؤيد ذلك المحرر كيث كاهلا قائلًا: «بادئًا من مجموعة صغيرة من الكتّاب ذوي الجمهور المخصص للغاية، أصبح السر التاريخي نوعًا أدبيًا مستحسنًا من الناحية النقدية، وحائزًا على جوائز وله موطئ قدم في قائمة نيويورك تايمز لأكثر الكتب مبيعًا».